# Blue Velvet
«Blue Velvet» — сингл-кавер американской певицы Ланы Дель Рей. Сингл является кавером группы The Clovers из одноимённого с песней альбома. Оригинальная версия была выпущена в 1954 году. Сингл в исполнение самой Ланы вышел 20 сентября 2012 года под лейблом Interscope, и вошёл в два её сборника: «Paradise» и «Born to Die: The Paradise Edition». Сингл получил хорошие отзывы критиков, а также использовался в рекламе новой коллекции H&M, в котором снялась и сама певица.

## Создание и релиз
Лана Дель Рей записала кавер на песню «Blue Velvet» в 2012 году для рекламы собственной осенней коллекции от H&M. 20 сентября песня была выпущена как сингл. Дель Рей была приглашена для рекламной кампании H&M после впечатляющего выступления на вечеринке Mulberry. Так же, той же осенью Дель Рей представила собственную коллекцию моды от того же бренда. Мишель Уильямс, Алекса Чанг , Элизабет Олсен, и Анна Винтур были под хорошим впечатлением от выступления Ланы Дель Рей. Менеджер по связям с общественностью H&M рассказал, почему они выбрали именно Лану Дель Рей: «Мы искали икону стиля, и одновременно музыкального исполнителя, поэтому наши усердные поиски привели нас именно к диве Дель Рей».

## Музыкальное видео
Официальное музыкальное видео было выпущено 19 сентября 2012 года на «Blue Velvet» для рекламы осенней коллекции H&M. В видео, Лана Дель Рей поёт песню в плохо освещённом номере отеля перед аудиторией бледных людей, исполняла в розовом махровом свитере. Она загипнотизировала всех своей музыкой. Три женщины, одинаково одетые, сидят на диване и холодно смотрят в сторону Дель Рей. В конце концов, маленький человек входит в комнату, тянет вилку для микрофона Дель Рей, глушителей её . По сравнению с плёнкой Дэвида Линча с тем же названием, режиссёром стал Йохан Ренк. Видео было опубликовано на YouTube, так же показано в видео 30-секундного ролика на ТВ всего мира.

## Отзывы критиков
Rolling Stone назвал кавер-версию в исполнение Дель Рей «печальный». Карл Виллой из Idolator название кавер Дель Рей «красиво томная и тоскливая». Дженна Халли Рубинштейн, публикующий для MTV, назвал вокал Дель Рей «капризным, полностью задумчивым», игриво добавив, «Кампания Ланы Дель Рей заставит вас чувствовать себя немного подавленным?» В видео, Рубинштейн сказал Дель Рей: «смешные красоты» Бриджит Бардо — вдохновил вид, который она добавила, не каждый певец может снять именно такое. People говорят, что видео было драматичным, интригующим, уникальным, и играл с Муди, старый Голливуд образ ретро — вдохновили стерляди . Соответственно, они написали, что видео было пленочных элементов нуар. В частности, он был по сравнению с нео — нуар фильма, Малхолланд Драйв, а также фильма Голубой самой «Blue Velvet». В интервью с Artinfo, Дэвид Линч выступил о кавере Дель Рей:
Lana Del Rey, she's got some fantastic charisma and – this is a very interesting thing – it's like she's born out of another time. She's got something that's very appealing to people. And I didn't know she was influenced by me!

## Список композиций
«Цифровое скачивание и прослушивание»
1. «Blue Velvet» — 2:36

### Участники записи
Все данные и заметки взяты из официального буклета «Paradise».
Основные
- Лана Дель Рей — вокал

Инструменты
- Оркестр Ларри Голда — клавишные

Технические
- Бен Бапти — ассистент монтажёра
- Спенсер Бурджир — ассистент звуко-режиссёра
- Джон Дэвис — монтаж звука
- Том Элхист — монтаж звука
- Ларри Голд — дополнительные клавишные
- Эмили Хейни — продюсер, продакшн

## Чартография
| Чарт (2012)                     | Высочайшая позиция |
| ------------------------------- | ------------------ |
| Австрия (Ö3 Austria Top 40)     | 40                 |
| Франция (SNEP)                  | 40                 |
| Германия (GfK)                  | 49                 |
| Испания (PROMUSICAE)            | 44                 |
| Швейцария (Schweizer Hitparade) | 42                 |
| Великобритания (OCC UK Singles) | 60                 |

## История релиза
| Страна         | Дата             | Формат           | Лейбл                           |
| -------------- | ---------------- | ---------------- | ------------------------------- |
| Франция        | 20 сентября 2012 | Digital download | Universal Music Group           |
| Германия       | 20 сентября 2012 | Digital download | Vertigo Records Capitol Records |
| Великобритания | 20 сентября 2012 | Digital download | Polydor Records                 |
| США            | 25 сентября 2012 | Digital download | Interscope Records              |
| Canada         | 25 сентября 2012 | Digital download | Interscope Records              |